# 170306 Augustzátka
170306 Augustzátka è un asteroide della fascia principale. Scoperto nel 2003, presenta un'orbita caratterizzata da un semiasse maggiore pari a 2,4245319 UA e da un'eccentricità di 0,1408631, inclinata di 7,01662° rispetto all'eclittica.